# SIGSEGV
SIGSEGV — сигнал на POSIX-сумісних платформах, який посилається процесу при спробі адресування пам'яті, яка не належить процесу. Макрос SIGSEGV оголошений у заголовному файлі <signal.h> як макрос-числова константа. Текстові імена для сигналів використовуються через те, що їхні номери залежать від конкретної платформи.

## Етимологія
SIG є загальноприйнятим префіксом для назв сигналів. SEGV англ. segmentation violation — означає помилка сегментації.

## Використання
У сучасних ОС із віртуальною пам’яттю (зокрема у UNIX‑подібних) при спробі доступу до невідведеної або захищеної сторінки ядро системи генерує SIGSEGV і надсилає його процесу, що зазвичай призводить до його аварійного завершення. Одними з найпоширеніших причин SIGSEGV є:
- Вихід за межі масиву;
- Звернення до нульового вказівника;
- Доступ до раніше виділеної, але неініціалізованої пам'яті;
- Спроба запису в пам'ять, призначену тільки для читання;

## Приклад
Програма мовою C, що намагається виконати запис в комірку пам'яті з адресою 0:
```
int
 
main
()

{

  
*
(
int
 
*
)
0
 
=
 
1
;

  
return
 
0
;

}

```

В UNIX-системах її виконання призводить до генерації сигналу SIGSEGV.